# Phoenix Records
Phoenix Records ist ein deutsches Plattenlabel (Nebenschwerpunkte: CD-Vertrieb, Live-Booking, Künstleradministration) mit Sitz in Hamburg.
Das Label gehörte als Dachmarke der Sub-Labels "Art Beat" (LC 03171), "World Beat" (LC03022), "Pop-Up!" (LC 01473), "a band on... records" (LC03796, VÖs seit 2011 durch Monochrom Media/Playdaed UG; GF: Alex Henke) sowie das Deutschrocklabel "Hirnsturm" (LC03058) ab 1998 zunächst zur Phoenix-THMV-GmbH und ab dem Jahr 2006 zur Mediengruppe Eurock Mediaventure Ltd. & Co. KG. Seit 2009 eigenständig als Phoenix Records UG (haftungsbeschränkt). Geschäftsführer des Unternehmens ist Thomas Hallek. An Phoenix Records angeschlossen sind der Vertrieb und der Direktshop Rockcd.de. Das Label veröffentlicht vor allem Bands der Rockszene. Den größten kommerziellen Erfolg erzielte das Label mit der seit 2002 betreuten Hamburger Band Ohrenfeindt, deren viertes Studioalbum "Schwarz Auf Weiss" 2011 für 3 Wochen in die deutschen Media-Control Top-100-Longplay-Charts ging (Einstieg: #53).

## Künstler
- 7 Days Awake
- American Dog
- Billy Butcher
- Doc Holliday
- Electro Baby
- Ghost Riders
- Glowing Elephant
- Kickhunter
- Kongo Skulls
- Lizard
- Lord Bishop Rocks
- Mandala
- Moderate Pace
- Nihiling
- Nu Aura
- Ohrenfeindt
- Eddie Stone
- Sir Edward
- Adrian Thommas
- Tricky Lobsters
- Van Wolfen